# Kornet Chehwan

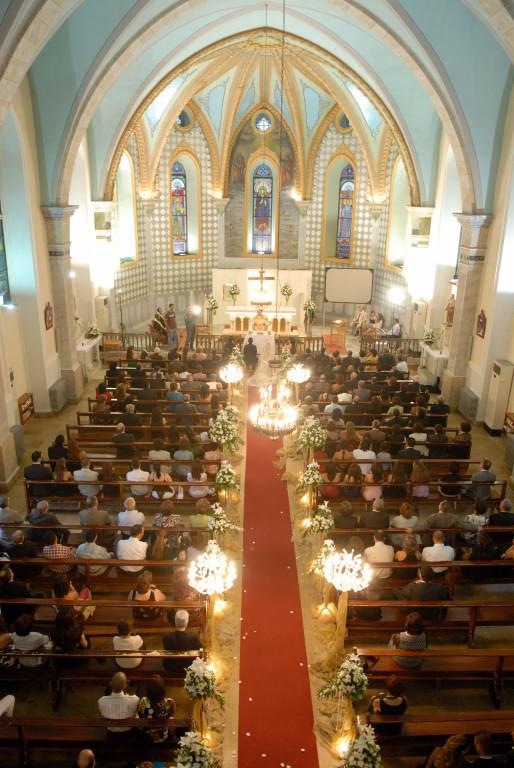
L'Église de Saint-Pierre et Paul

Kornet Chehwan où Cornet Chahwan (arabe : قرنة شهوان) est une ville du caza du Metn au Liban. Ce village a beaucoup fait les manchettes, à la suite du Rassemblement de Kornet Chehwane qui a eu lieu par des personnalités politiques chrétiennes dans ce village.

## Géographie
Kornet Chehwan est une ville importante dans la région du Mont Liban dans le district du Metn, gouvernorat du Mont-Liban. Cornet Chahwan, abrite le siège des communes Chab de 4 villages (dont Cornet Chahwan) à savoir Ain Aar, Beit El Kekko et Hbous. La superficie totale régie par les communes Chab est couverte par plus de 30 % d'espaces verts. La ville reste l'une des meilleures zones résidentielles du Liban.

## Politique et administration
Le président des communes de Chab est l'architecte et professeur d'université, Jean-Pierre Gebara qui est président de cette commune depuis 2010.

## Démographie
Il y a plus 30 000 habitants dans les municipalités de Chab.
Les habitants de Kornet Chehwan sont très majoritairement chrétiens et dans leurs grandes majorités du rite Maronite. La ville est le siège de l'archevêché maronite de Matn. La ville comprend de nombreuses églises, dont l’Église de Saint-Pierre-et-Saint-Paul.

## Éducation
Kornet Chehwan abrite un grand nombre d'institutions académiques privées, telle la prestigieuse école Saint-Joseph (Saint-Joseph school), école maronite anglophone fondée en 1884 et rouverte plus récemment en 1963 .

## Culture
Le village est aussi celui de la fondation culturelle Pharès Zoghbi, qui est une grande bibliothèque de 65 000 livres. Cette collection comprend surtout des livres en français, mais aussi dans diverses autres langues tels que l'anglais, l'arabe, l'espagnol, et le portugais.

## Institution et centre médicaux
L'hôpital St-Vincent-de-Paul est situé à Kornet-Chehwan. 